# Academy of Management Journal
Das Academy of Management Journal (AMJ) ist eine sechsmal jährlich erscheinende wissenschaftliche Zeitschrift zu Themen der Managementforschung. Die publizierten Beiträge werden einem Peer-Review unterzogen. Sie wird von der Academy of Management herausgegeben und gilt als eine der angesehensten Zeitschriften ihrer Fachrichtung. Derzeitiger Chefredakteur ist Laszlo Tihanyi.

## Rezeption
Das Zeitschriften-Ranking VHB-JOURQUAL (2008) stuft die Zeitschrift in die beste Kategorie A+ ein, das Zeitschriften-Ranking des Handelsblatt Betriebswirte-Rankings (2009) stuft es in die beste Kategorie 1,00 ein. Das Zeitschriften-Ranking der britischen Association of Business Schools (2010) stuft es in die beste Kategorie 4 ein. Auch in der von der Financial Times herausgegebenen Liste der 50 wichtigsten Fachzeitschriften im Bereich Management ist das Academy of Management Journal enthalten.
Der Impact Factor des Academy of Management Journal lag im Jahr 2012 bei 5,906. Mit diesem Impact Factor wurde die Zeitschrift in der Statistik des Social Sciences Citation Index an 3. Stelle von 116 Zeitschriften in der Kategorie Business geführt. In der Kategorie Management belegte die Zeitschrift Rang 3 von 174 Journals. Nur zwei wirtschaftswissenschaftliche Journals, die Academy of Management Review und das Journal of Management, wurden 2012 noch häufiger zitiert als das Academy of Management Journal.